# Poissy
Poissy település Franciaországban, Yvelines megyében. Lakosainak száma 40 792 fő (2022. január 1.). Poissy Achères, Aigremont, Carrières-sous-Poissy, Chambourcy, Feucherolles, Orgeval, Saint-Germain-en-Laye és Villennes-sur-Seine községekkel határos.

## Népesség
A település népességének változása:
| Lakosok száma | 37 461 | 37 093 | 37 524 | 37 388 | 38 313 | 39 187 | 39 731 | 40 016 | 40 792 |
|               | 2013   | 2015   | 2016   | 2017   | 2018   | 2019   | 2020   | 2021   | 2022   |